# کاتلین لوید
کاتلین لوید (انگلیسی: Kathleen Lloyd؛ زادهٔ ۱۳ سپتامبر ۱۹۴۸) یک هنرپیشه، و بازیگر سینما اهل ایالات متحده آمریکا است.
از فیلم‌ها یا برنامه‌های تلویزیونی که وی در آن نقش داشته است می‌توان به آب بندهای میسوری اشاره کرد.